# Милован Богавац
Милован Богавац (Велика Река, код Вучитрна, 26. октобар 1929 - Београд, 20. октобар 2022) био је српски историчар књижевности и књижевни критичар.

## Биографија
Основну школу завршио је у родном месту (1939), нижу гимназију у Косовској Митровици (1944), више разреде гимназије похађао је у Пећи и Косовској Митровици (1946) и учитељску школу у Приштини (1948). Дипломирао је на Групи за југословенску књижевност и српскохрватски језик Филозофског факултета у Београду 1962. године. Био је професор у гимназији и техничкој школи у Косовској Митровици, просветни саветник у Покрајинком заводу за унапређење образовања и васпитања Косова и Метохије у Приштини, те редовни професор Више педагошке школе у Призрену (1969 – 1972) и директор средње и основне школе у Београду (1972 – 1991), након чега је пензионисан. Критике, приказе књига, есеје, репортаже, студије и чланке, понајвише из књижевности, објављује од 1953. године у бројним листовима и часопиима.
Члан је Удружења књижевника Србије од 1992. и Друштва за привредну историју од 2008. године. Стални је члан сарадник Матице српске.

## Књиге
- Трагања и осветљавања, Београд, 1991,
- Велика Река на ушћу Лаба у Ситницу, монографија, Београд, 1992,
- Милан Прибићевић, живот и дело, Приштина, 1993,
- Долазак из заборава, студије, Београд, 1994,
- Велимир Парлић, студија, Београд, 1995,
- Стара и нова читања и тумачења, књижевне критике, Београд, 1996,
- Храм свете Тројице у Великој Реци код Вучитрна, хроника, Велика Река, 1997,
- Димитрије Фртунић, прозни писац, критичар, преводилац, Београд, 2000,
- Косовом божур цвета, антологија песника Косова и Метохије 1871 – 1941, Београд, 2000,
- Историја српске књижевности на Косову и Метохији 1850 – 1941, Београд - Лепосавић, 2004,
- Удружење српских књижевника 1905 – 1945, монографија, Београд, 2007,
- Виша српска гимназија у Косовској Митровици 1941 – 1944, монографија, Београд, 2012,
- Српске школе у Вучитрну 1912 – 1998 (заједно са М. Ђорђевићем и Ј. Парлић-Божовић), монографија, Приштина, 1998,
- Српска просвета и култура у Косовској Митровици 1836 – 1941 (са Зораном Вукадиновићем), студија, Београд, 2000,
- Срби на Косову и Метохији у 19. и 20 веку (заједно са Драгославом С. Ћетковићем), монографија, 2018,
- Одбрана књижевности и науке о њој, Обележја плус, Београд, 2018,
- Моја борба и обрачун са шиптаризмом, Обележја плус, Београд 2020,

## Приређивачки рад
- Велимир Парлић: Лет душе, Београд – Урошевац, 1996,
- Милан П. Шарановић: Божји свет, Београд – Урошевац, 1997,
- Милан Прибићевић: Бадње вече Остоје Бјелице, Београд, 1997,
- Милан П. Шарановић: Тамо где оком не могу, Приштина, 1998,
- Димитрије Фртунић: Два живота у писмима, Приштина, 2007,
- Стојан Дајић: Ђурђевдан на Косову, Приштина, 2007,

## Награде и одликовања
- Орден рада са сребрним венцем, 1982.
- Велика јубиларна медаља Удружења књижевника Србије, 2005.